# Il pittore che visse due volte
Il pittore che visse due volte è un romanzo del 2010 di Chris Paling. È il primo tradotto in italiano ed è stato pubblicato in Italia da Newton Compton Editori nel 2011.

## Trama
In una cupa Londra di inizio novecento, Reilly, un giovane pittore di talento in cerca di fortuna, riceve la visita del più famoso critico d'arte della città. Potrebbe essere la svolta, se non fosse che il giorno dopo lo stesso critico viene ritrovato morto in un canale. Nelle indagini, inchiodato da uno strano indizio, viene coinvolto lo stesso povero Reilly. Cinquant'anni dopo la vicenda, una ragazza di nome Samantha si innamora ad una galleria d'arte di un quadro del pittore. Decide quindi di cominciare una personale ricerca ed indagine per risolvere, a cinquant'anni dal misfatto, il misterioso delitto che compromise la carriera e la vita di Reilly.